# Mittersill
Mittersill è un comune austriaco di 5 421 abitanti nel distretto di Zell am See, nel Salisburghese; ha lo status di città (Stadtgemeinde).

## Geografia fisica
Mittersill si trova a 790 m di altezza sul livello del mare e rappresenta un crocevia tra la valle del Salzach e i collegamenti con il Tirolo e la Baviera. Ha potuto però mantenere un carattere di cittadina di montagna. La sua posizione centrale tra il Parco nazionale Alti Tauri e le Alpi di Kitzbühel fa di Mittersill un ameno luogo di villeggiatura.

## Storia
I dintorni dell'odierna Mittersill erano abitati già nell'Età del bronzo (2200 a.C.).
L'attuale comune di Mittersill è stato istituito nel 1936 con la fusione dei comuni soppressi di Arndorf, Hollersbach im Pinzgau, Jochberg, Lämmerbichl, Mittersill-Land, Mittersill-Markt e Rettenbach; Hollersbach im Pinzgau è tornato autonomo nel 1945.

## Monumenti e luoghi d'interesse
- Castello di Mittersill
- Castello di Einödberg